# I Liceum Ogólnokształcące w Zduńskiej Woli
I Liceum Ogólnokształcące im. Kazimierza Wielkiego – najstarsze liceum ogólnokształcące w Zduńskiej Woli, o tradycjach sięgających roku 1905.

## Historia szkoły
Korzenie szkoły sięgają początku XX wieku, a dokładnie 1905 roku. Wtedy to Towarzystwo Macierzy Szkolnej podjęło starania o utworzenie szkoły średniej. W następnym roku Towarzystwo uzyskało zgodę na prowadzenie czteroklasowej męskiej szkoły realnej. W roku 1907 władze carskie zlikwidowały Towarzystwo Macierzy Szkolnej, a utrzymanie szkoły przejęło Towarzystwo Wpisów Szkolnych, któremu przewodniczył ks. Jan Cyranowski. W dwa lata później Towarzystwo to zostało rozwiązane.
W 1914 roku Ministerstwo Oświaty udzieliło ówczesnemu dyrektorowi szkoły, Antoniemu Radomskiemu, zezwolenia na otwarcie siedmioklasowego Gimnazjum Realnego. W dwa lata później powstało Towarzystwo im. Henryka Sienkiewicza, które uzyskało zezwolenie niemieckich władz okupacyjnych na otwarcie Czteroklasowej Szkoły Realnej. Reaktywowane Koło Macierzy Szkolnej uzyskało w roku 1916 zezwolenie na założenie przez Macierz szkoły średniej. Data ta jest przyjmowana jako początek historii szkoły.
Po zakończeniu I wojny światowej zmieniono nazwę szkoły na Ośmioklasowe Gimnazjum Filologiczno-Koedukacyjne im. Henryka Sienkiewicza. Dyrektorem szkoły został ks. Władysław Wojtasik (zginął 12.08.1942 r. w Dachau). Wówczas to pierwszy egzamin dojrzałości złożyło czterech abiturientów: Irena Jaruga, Kazimierz Rudnicki, Wincenty Gruszczyński i Robert Saling.
W roku 1921 Ministerstwo Wyznań i Oświecenia Publicznego nadało szkole akt organizacyjny i ustaliło nazwę na Państwowe Gimnazjum Koedukacyjne im. Kazimierza Wielkiego w Zduńskiej Woli. Podczas obchodów 100-lecia Zduńskiej Woli szkołę odwiedził prezydent Rzeczypospolitej Polskiej Stanisław Wojciechowski.
W latach 30., gdy – zgodnie z nową ustawą oświatową – wprowadzono dwustopniowe nauczanie w szkolnictwie średnim, powstało czteroletnie gimnazjum i dwuletnie liceum jako jedna placówka. W lipcu 1937 r. odbył się I Zjazd Wychowanków, podczas którego utworzono Koło Byłych Wychowanków Gimnazjum im. Kazimierza Wielkiego w Zduńskiej Woli z Józefem Johnem jako przewodniczącym. Było to formalne powołanie do życia organizacji byłych uczniów. Pierwsze próby utworzenia takiej organizacji zostały podjęte już w roku 1924, we wrześniu, kiedy to powstało Akademickie Koło Zduńskowolan, któremu przewodniczył Janusz Latosiński. AKZ istniało do 1937 roku, kiedy to ustawą o stowarzyszeniach je zlikwidowano.
Wybuch wojny przerwał normalny tryb życia szkoły. W listopadzie 1939 roku władze okupacyjne aresztowały dyrektora Edwarda Bartkowskiego i nauczycieli. Kilka dni później szkoła została zamknięta.
Wiosną 1945 roku dyrektor Edward Bartkowski i nauczyciele przystąpili do organizowania szkolnictwa średniego w Zduńskiej Woli. W marcu rozpoczęły się w szkole zajęcia lekcyjne. Władze oświatowe ustaliły jej nazwę na Państwowe Koedukacyjne Gimnazjum i Liceum.
W połowie lat 70. zostało zarejestrowane Stowarzyszenie Absolwentów i Wychowanków Gimnazjum i Liceum. Pierwszym Przewodniczącym został Aleksander Blaszczyk. Pod koniec lat 70. uczniowie rozpoczęli naukę w nowo wybudowanym południowym skrzydle szkoły. Oddano również do użytku nową salę gimnastyczną. W 1983 roku szkoła została odznaczona przez Ministerstwo Oświaty Medalem Komisji Edukacji Narodowej. W połowie lat 80. została otwarta pracownia komputerowa i rozpoczęto edukację informatyczną. W roku 1984 wprowadzono rozszerzony program nauki języka angielskiego.
Lata 90. to kolejny etap rozwoju liceum. Zostało ono przyjęte do Stowarzyszenia Szkół Zrzeszonych w UNESCO. Od momentu przystąpienia Polski do Unii Europejskiej nawiązało współpracę z kilkunastoma krajami, realizując międzynarodowy program Sokrates i Comenius.
W roku 2016 szkoła obchodziła swoje stulecie.

## Znani absolwenci
- Justyna Majkowska[2].
- Mariusz Wróblewski[3]
- Danuta Dudzińska[4]
- Ryszard Muzaj
- Marta Dłubała[5]
- Magda Femme